# Удари безпілотників по Москві 30 травня 2023
30 травня 2023 року, на тлі триваючого російського вторгнення в Україну, столиця Росії Москва зазнала кількох ударів з безпілотників. В атаках брали участь щонайменше вісім безпілотників. П'ять безпілотників були збиті авіаційними ракетами, інші три були придушені системами радіоелектронної боротьби. Росія звинуватила Україну.

## Передумови
У лютому 2022 року Росія почала вторгнення в Україну.
Раніше в травні 2023 року над Кремлем у Москві було збито два безпілотники, які Росія стверджує, що це була атака, здійснена Україною.

## Напади
На відео, опублікованому в соціальних мережах, видно, як дрон вибухає в полі за Москвою, а інші летять над будинками на Рубльовці, заможному районі на південному заході Москви.
У той же день, коли були завдані удари, українська столиця Київ зіткнулася з третім повітряним нальотом протягом 24 години.
Мер Москви Сергій Собянін заявив, що двоє людей отримали легкі травми внаслідок падіння дронів на житлові будинки.
Міністр оборони Росії Сергій Шойгу заявив, що Україна використала вісім безпілотників, але жоден не вразив ціль. У трьох житлових будинках внаслідок обстрілів вибито вікна.

## Реакція
Президент Росії Володимир Путін заявив, що удари показали, що Україна намагається «залякати Росію», сказавши, що це «явна ознака терористичної діяльності» і що Росія посилить протиповітряну оборону навколо Москви. Путін пообіцяв помститися Україні за ці напади. У МЗС Росії заявили, що підтримка України «підштовхує українське керівництво до все більш безрозсудних злочинних вчинків, у тому числі до терористичних актів».
У відповідь на напади радник президента України Михайло Подоляк заявив в онлайн-інтерв'ю, що «звичайно, нам приємно спостерігати і прогнозувати зростання кількості нападів. Але, звичайно, ми не маємо до цього прямого відношення».
Представник уряду Сполучених Штатів Америки заявив, що інформація про атаки все ще збирається, зазначивши, що «загалом США не підтримують атаки всередині Росії». Французький чиновник заявив, що французька військова підтримка України не повинна використовуватися для нападу на Росію.